# Кавалерійська бригада особливого призначення 9-ї армії (Третій Рейх)
Кавалерійська бригада особливого призначення 9-ї армії (нім. Kavallerie Brigade zbV beim Armeeoberkommando 9) — спеціальний підрозділ, який був створений для ведення бойових дій в умовах бездоріжжя та лісистої місцевості в рамках операції «Зейдліц».
Кавалерійська бригада складалася із трьох полків по чотири-п'ять ескадронів у кожному. Ескадрони були змішаного складу: із тринадцяти ескадронів шість було на велосипедах, сім — на конях. Бригада була озброєна автоматичною зброєю: у трьох полках було більше 30 станкових і 72 ручних кулемета, особовий склад у максимально можливій кількості був озброєний пістолетами-кулеметами. Тили бригади були моторизовані, сапери пересувалися на велосипедах, частини зв'язку були частково моторизовані. В кожному полку було по шість легких польових гаубиці. Також на озброєнні у бригади було 14 танків.
Командування бригадою було покладено на полковника Карла Фрідріха фон дер Медена.